# Зидьки
Зи́дьки (укр. Зідьки) — посёлок, Зидьковский поселковый совет, Змиёвский район, Харьковская область.
Являлось до 2020 года административным центром Зидьковского поселкового совета, в который, кроме того, входили посёлки Бутовка, Лазуковка и Черемушное.

## Географическое положение
Посёлок городского типа Зидьки находится в трёх км от Змиёва на правом берегу реки Северский Донец в месте впадения в неё реки Мжа;
выше по течению примыкает к селу Черемушное,
ниже по течению примыкает к городу Змиёв.
Также примыкает к посёлку Бутовка.

## История
- 1659 — дата основания[4].
- В XIX веке — село Зьидки[1] (украинизированное название) либо Зъедки (русское название) Замостянской волости Змиевского уезда Харьковской губернии.
- В 1938 году получен статус посёлок городского типа.
- В ходе Великой Отечественной войны посёлок находился под немецкой оккупацией.
- В 1946 г. Указом ПВС УССР пгт Зьедки переименован в Зидьки[5].
- В январе 1959 года численность населения составляла 3776 человек[6].
- В 1966 году население составляло 4500 человек;[3] здесь работали восьмилетняя школа, клуб, три библиотеки.[3] В 1967 году здесь работало Зидьковское отделение совхоза "Третий Решающий (Змиевской район)", центральная усадьба которого находилась в одноименном селе; в совхозе были 7 000 гектаров земельных угодий.[3]
- В 1972 году здесь действовало отделение того же совхоза овоще-молочного направления[7].

## Население
- В 1966 году население составляло 4500 человек.[3]
- В январе 1989 года численность населения составляла 4021 человек[8].
- По данным переписи 2001 года население - 4087 человек.
- На 1 января 2013 года население — 3866 человек[9].

## Экономика
- При СССР в селе были молочно-товарная и свинотоварная фермы.
- Камилицкий карьер с железнодорожной веткой.

## Объекты социальной сферы
- Школа им. Героя Советского Союза Г. И. Ковтуна.
- Зидьковская амбулатория семейной медицины.
- Библиотека.

## Достопримечательности
- Братская могила советских воинов, погибших в Великой Отечественной войне (1941-1945).

## Транспорт
Здесь находится остановочный пункт Зидьки (линия Харьков — Лиман Южной железной дороги).